# Neisha
Neža Buh, mer känd under sitt artistnamn Neisha, född 5 januari 1982 i Ljubljana, är en slovensk sångerska.

## Karriär
Neisha föddes i den slovenska huvudstaden Ljubljana i en musikalisk familj. Hon gick på musikskolor i städerna Cerkno och Škofja Loka innan hon började på Konservatorij za glasbo & balet i Ljubljana. Efter framgång i flera pianotävlingar gav skolan henne "Škerjanc priset" som är namngivet efter kompositören Lucijan Marija Škerjanc. År 2000 började hon studera vid musikakademin i Ljubljana.
Förutom den klassiska musiken började hon arbeta med band som Terrafolk och Big Foot Mama som bakgrundssångare och keyboardspelare. Hennes solokarriär påbörjades år 2005 då hon släppte sin debutsingel "Planet za zadet". Även en engelsk version av singeln släpptes med titeln "Straight to the Moon". Låten blev framgångsrik på radion och snart därefter släppte hon sitt självbetitlade debutalbum Neisha. Albumet var det näst mest sålda i Slovenien under den första veckan men albumet blev ändå årets mest sålda album i hela landet år 2005 och detta trots att det släppts under hösten. År 2006 gavs en ny version av albumet ut, Neisha - Special Edition, och albumet blev återigen årets mest sålda album i Slovenien 2006. Albumet toppade även den slovenska albumlistan i tio veckor. Hon tog emot flera priser och sålde ut flera konserter under året. 
Vid Viktor Awards 2005 som hölls år 2006 vann hon priset för "årets populäraste musikartist". Vid MTV Europe Music Awards år 2006 var hon en av fem som var nominerade till priset "Bästa adriatiska artist/band". Priset vanns dock av den serbiska sångerskan Aleksandra Kovač.
År 2007 släppte hon sitt nästa album Nor je ta svet som också det var ganska framgångsrikt. Hon fortsatte att framträda i de större slovenska konsertarenorna och samarbetade med andra musiker som Kornelije Kovač, Vlado Kreslin, Gibonni, Massimo och Vlatko Stefanovski med flera.
Den 7 september 2010 släppte hon sitt senaste album Krila. På albumet fortsatte hon att arbeta med Dejan Radičević som även producerat alla hennes tidigare album. Det nya albumet lät väldigt annorlunda från något av hennes tidigare album.

## Diskografi

### Album
- 2005 - Neisha
- 2006 - Neisha - Special Edition
- 2007 - Nor je ta svet
- 2009 - Miles Away
- 2010 - Krila